# Tramway de Komsomolsk-sur-l'Amour
 (décembre 2023).
Si vous disposez d'ouvrages ou d'articles de référence ou si vous connaissez des sites web de qualité traitant du thème abordé ici, merci de compléter l'article en donnant les références utiles à sa vérifiabilité et en les liant à la section « Notes et références ».
Le tramway de Komsomolsk-sur-l'Amour est le réseau de tramways de la ville de Komsomolsk-sur-l'Amour, deuxième ville la plus importante du kraï de Khabarovsk, en Russie. Le réseau comporte quatre lignes. Il est officiellement mis en service le 6 novembre 1957. Depuis le 1er octobre 2018, la circulation des tramways est suspendue faute de fonds. En 2023, le chef du kraï de Khabarovsk Mikhaïl Degtiariov a annoncé son intention de commencer à rétablir la circulation des tramways à Komsomolsk-sur-l'Amour en 2025-2026.